# Estrela PG 1159
Uma estrela 1159, frequentemente denominada estrela pré-degenerada, é uma estrela com pouco hidrogênio em sua atmosfera, em estado de transição de estrela principal de uma nebulosa planetária para uma anã branca quente.  Essas estrelas são muito quentes, com uma temperatura superficial variando entre 75,000 K e 200,000 K, e são caracterizadas por atmosferas pobres em hidrogênio e linhas de absorção para o hélio, o carbono e o oxigênio. A gravidade superficial típica dessas estrelas varia de 104 a 106 m/s².  Algumas estrelas PG 1159 ainda realizam a fusão nuclear do hélio., § 2.1.1, 2.1.2, Tabela 2.  As estrelas PG 1159 receberam este nome em referência à estrela-protótipo PG 1159-035.  Essa estrela, descoberta pelo projeto de busca astronômica Palomar-Green por objetos estelares que apresentam excesso de ultravioleta, foi a primeira estrela PG 1159 descoberta.  
Acredita-se que a composição atmosférica das estrelas PG 1159 seja incomum, pois, após deixar o ramo gigante assimptótico, elas reiniciaram o processo de fusão do hélio. Como resultado, a atmosfera de uma estrela PG 1159 é composta de uma mistura de materiais que se encontravam entre as camadas de fusão do hidrogênio e a de fusão do hélio em sua estrela progenitora do ramo gigante assimptótico., §1. Acredita-se que elas eventualmente perdem massa, resfriam, e se tornam anãs brancas de classe DO.; , §4.
Algumas estrelas PG 1159 apresentam variação na luminosidade.  Essas estrelas variam sutilmente (5–10%) em brilho devido à onda gravitacional não-radial em seus interiores. Elas vibram em vários modos simultâneamente, apresentando períodos típicos de   300 a 3,000 segundos., Tabela 1.  A primeira estrela desse tipo conhecida também é a PG 1159-035, a qual se descobriu ser uma variável em 1979, tendo recebido a designação de estrela variável GW Vir em 1985.  Essas estrelas são denominadas estrelas GW Vir, em referência a seu protótipo, ou esta classe pode ser dividida entre estrelas DOV e PNNV., § 1.1;